# 邝鳌峰
邝鳌峰，生卒年不詳，籍贯广东珠海斗门镇小濠涌村人，清朝历史人物。

## 簡歷
斗门镇小濠涌村在1854年就有村民自立大王，反抗地方封建统治。当时的村民邝鳌峰响应太平天国运动，以本村为大本营，率村民起事，自封“天运王”，与官兵交战8次，这是斗门人敢于与朝廷抗争并“立王”的第一次壮举。